# Immerath
Immerath este o comună din districtul „Nord Eifel”, landul Rheinland-Pfalz, Germania. Lângă comună la o distanță de 1-2 km, se află două  lacuri vulcanice (maar).

## Așezare
Immerath se află la o depărtare 20 de km de centrul asociației municipale Daun, 22 km de Cochem pe Mosel, localitatea fiind situată lângă șoseaua B 421 și autostrada A1 (Koblenz - Trier).
1. ↑  Alle politisch selbständigen Gemeinden mit ausgewählten Merkmalen am 31.12.2018 (4. Quartal) (în germană), Statistisches Bundesamt[*], arhivat din original la 10 martie 2019, accesat în 10 martie 2019